# Cabril (Montalegre)
Cabril es una freguesia portuguesa del concelho de Montalegre, con 46,21 km² de superficie y 640 habitantes (2001). Su densidad de población es de 8,4 hab/km².